# Крис Удинг
Крис Удинг (на английски: Chris Wooding) е британски писател, автор на бестселъри в жанровете фентъзи, научна фантастика и хорър трилър.

## Биография и творчество
Крис Удинг е роден на 28 февруари 1977 г. в Лестър, Англия. Родното му място е малко миньорско градче в централна Англия, в което животът постепенно замира след закриването на мините, които са основен източник на доходи за населението. Още с първите си стъпки в училище той започава да чете К.С. Луис, Толкин, Орсън Скот Кард, Тери Брукс и редица майстори на ужасите като Стивън Кинг, Дийн Кунц и Джеймс Хърбърт, и сам мечтае да стане писател.
Започва да пише първия си роман „Crashing“ едва на 16 години, когато е на дълга и скучна лятна ваканция. В книгата се хиперболизират премеждията на четирима приятели по време на купон. На 18 г.възраст Удинг вече има агент и неговата творба е приета за публикуване, което предопределя бъдещата му професия.
В преследване на мечтата си Крис завършва с бакалавърска степен по английска литература в Шефилдския университет. След завършването му изцяло се посвещава на писателската си кариера.
Когато е на 21 г., през 1998 г., „Crashing“ излиза от печат. Същата година е издаден и вторият му роман „Catchman“, който е трилър за убийства на млади бездомници в полуизоставени къщи, а сюжетът се завърта в търсене на самоличността на убиеца – дали това е призракът „Кечман“ или е един от самите тях.
През следващата година е публикуван романа „Kerosene“ с историята на болезнено срамежливото момче Кел, компенсиращо своята плахост с извършване на палежи. В „Endgame“ от 2000 г. се разказва за група приятели преоценящи живота си седмица до началото на ядрен конфликт.
От 1999 до 2001 г. Крис Удинг пише поредицата си от романи за деца в стил фентъзи „Разрушено небе“, за която е вдъхновен от японските комикси, манга и видео. Замислена като трилогия тя е приета добре от читателите и се развива в още две трилогии, и продължения.
В следващите години Удинг написва едни от най-награждаваните му книги. В „Обсебването на Елейзабел Крей“ от 2001 г. действието е в готически дарк фентъзи стил в Лондон от Викторианската епоха, населен демонични създания и обсебен от заговори на най-висшите кръгове на властта. Идеята му за нея идва от културния шок при преместването му от Лестър в Лондон, и атмосферата в романа е хипербола на усещанията му за движението, разстоянията и обстановката в огромния и многообразен мегаполис. За Удинг романът е крайъгълен камък в творчеството му и с него той „открива“ своя стил. Критиката е много благосклонна и той заема второ място за наградите „Smarties“.
През 2003 г. Удинг издава фентъзи романа „Отрова“, в който се разказва страшната приказка за девойка, която се отправя на пътешествие, в опит да спаси своята похитена сестричка, през свят на най-низшите хора и пантеон от кръвожадни полубогове кроящи заговори за господство и унищожение на човечеството. Сюжетът се развива подобно на компютърна игра, в която слабата героиня преодолява препятствията с ума си, а не със силата си. Идеята му идва при обиколка на Далечния изток и той пише романа от края към началото в продължение на почти две години. Романът се радва на голяма популярност и получава две награди от критиката.
Със своята трилогия „Сказание за Сарамир“ (2003-2005) Удинг преминава плавно от фентъзи романите за деца към творбите за възрастни. Интригите стават по-сложни, описанията по-задълбочени, а героите проявяват и се отдават на своите любовни чувства.
Следва малката серия „Злоба“, в която Удинг комбинира фентъзито с комикса.
Следващата му голяма поредица от романи е „Приказка за Кити Джей“, в която Удинг комбинира пиратски космически екшън на кораба „Кити Джей“, героя капитан Фрей, действащ в стил Джак Спароу, зловещата имперска флота на Коалицията, неустоим фентъзи съспенс, и романтично-забавни отношения. Първата част романът „Водопади на възмездието“ излиза през 2009 г. и става събитие в жанра, оценено с номинация за наградата „Артър Кларк“.
Произведенията на Крис Удинг са преведени на над двадесет езика и са многократно преиздавани от двете страни на океана, и по целия свят.
Крис обича да пътува до различни държави, за да черпи вдъхновение от различните култури и природни особености. Бил е в пустините и планините на САЩ, в малайските джунгли на Далечния изток, в хаоса на Токио и неговия ъндърграунд, на сафари в Южна Африка, сред дивата красота на Скандинавието, даже в България на път от Атина до Будапеща.
Крис Удинг живее в Лондон. Обожава да слуша и да свири „пънк“, и да гледа филми на ужасите и анимационни филми. Запленен от фолклора, митовете и легендите, и историята на отделните народи той открива, че семейната му генеалогия може да бъде проследена до Джон Милтън, авторът на „Изгубения свят“.

## Произведения

### Самостоятелни романи
- Crashing (1998)
- Catchman (1998)
- Kerosene (1999)
- Endgame (2000)
- The Haunting of Alaizabel Cray (2001) – награда за най-добра книга за младежи на Американската библиотечна асоциация, и др.
Обсебването на Елейзабел Крей, изд.: „ИнфоДАР“, София (2007), прев. Цветелина Хинкова
- Poison (2003) – награда „Lancashire“ за най-добър роман, награда „Dracula“ за най-добър готически роман
Отрова, изд.: „ИнфоДАР“, София (2008), прев. Адриан Лазаровски
- Storm Thief (2006)
- The Fade (2007)
- Pale (2012)
- Silver (2013)

### Серия „Разрушено небе“ (Broken Sky)
1. Broken Sky Part 1 (1999)
2. Broken Sky Part 2 (1999)
3. Broken Sky Part 3 (2000)
4. Broken Sky Part 4 (2000)
5. Broken Sky Part 5 (2000)
6. Broken Sky Part 6 (2001)
7. Broken Sky Part 7 (2001)
8. Broken Sky Part 8 (2000)
9. Broken Sky Part 9 (2001)

- The Citadel (2008)
- Communion (2008)

### Серия „Сказание за Сарамир“ (Braided Path) /Преплетения път/
1. The Weavers of Saramyr (2003)
Вещерите, изд.: ИК „ЕРА“, София (2005), прев. Адриан Лазаровски
2. Skein of Lament (2004)
Нишката на покварата, изд.: ИК „ЕРА“, София (2005), прев. Адриан Лазаровски
3. The Ascendancy Veil (2005)
Воалът на властта, изд.: ИК „ЕРА“, София (2006), прев. Адриан Лазаровски

### Серия „Злоба“ (Malice)
1. Malice (2009)
2. Havoc (2010)

### Серия „Приказка за Кити Джей“ (Tale of the Ketty Jay)
1. Retribution Falls (2009) – номинация за награда „Артър Кларк“ за най-добър роман
Водопади на възмездието, изд. „Артлайн Студиос“ (2013), прев. Надя Златкова
2. The Black Lung Captain (2010)
3. The Iron Jackal (2011)
4. The Ace of Skulls (2013)

### Комикси
- Havoc – There's No Way Out! (2010)
- Pandemonium (2012)